# Adelpha paroeca
Espèce
Adelpha paroeca  est une espèce de papillons de la famille des Nymphalidae, sous famille des Limenitidinae et du genre des Adelpha.

## Dénomination
Adelpha paroeca a été décrit par Henry Walter Bates en 1865 sous le nom initial d' Heterochroa paroeca.

### Sous-espèces
- Adelpha paroeca paroeca; présent au Mexique et au Guatemala.
- Adelpha paroeca pseudodonysa Salazar, 2000; présent en Colombie[1].

### Noms vernaculaires
Adelpha paroeca se nomme Paroeca Sister en anglais.

## Description
Adelpha paroeca est un papillon à bord externe de l'aile antérieure concave, au dessus marron orné d'une plage jaune proche de l'apex aux ailes antérieures, d'une petite tache jaune à l'angle anal des ailes postérieures, et d'une large bande blanche entre elles.
Le revers est cuivré taché de beige avec la même bande blanche que sur le dessus.

## Écologie et distribution
Adelpha paroeca est présent au Mexique, au Guatemala, à Panama et en Colombie.

### Protection
Pas de statut de protection particulier.